# شورستان علیا (صالح‌آباد)
شورستان علیا یا شورآباد روستایی از توابع بخش صالح‌آباد شهرستان تربت جام در استان خراسان رضوی ایران است.

## جمعیت
این روستا در دهستان صالح‌آباد قرار دارد و براساس سرشماری مرکز آمار ایران در سال ۱۳۸۵، جمعیت آن ۹۲۷ نفر (۲۰۶خانوار) بوده‌است.